# Robert Adolf Chodasiewicz
Robert Adolf Chodasiewicz także Roberto Adolfo Chodasiewicz, Robert A. Chodasiewicz (ur. 29 lutego 1832 w Wilnie, zm. 17 sierpnia 1896 w Buenos Aires) – polski wojskowy, inżynier i topograf. Uczestnik szeregu konfliktów zbrojnych w Europie i Ameryce, pionier  wojsk balonowych.

## Życiorys
Syn Szymona i Filipy z domu Ravene. Jego ojciec brał udział w powstaniu listopadowym, za co rodzinę spotkały represje, m.in. synowie trafili do szkoły wojskowej. Robert ukończył szkołę kadetów a następnie uczył się w Szkole Oficerskiej w Petersburgu. Ukończył ją jako specjalista od topografii i w czasie wojny krymskiej został skierowany na front w randze podporucznika. Brał udział w bitwie pod Bałakławą, jednak 5 marca 1855 roku przeszedł na stronę brytyjską. Początkowo został internowany, następnie brał udział w tworzeniu jednostki wywiadowczej. Po zakończeniu wojny wyjechał do Anglii, gdzie opublikował książkę o wojnie krymskiej "A Voice within the Walls of Sebastopol". 
Krótko podróżował po Europie, a następnie wstąpił do tureckiej armii (służył w jednostce złożonej z Polaków). Brał udział w wytyczaniu granicy grecko-tureckiej w Tesalii.
W 1862 roku zakończył służbę w armii tureckiej i wyjechał do Stanów Zjednoczonych, gdzie walczył w wojnie secesyjnej po stronie Unii. Służył w jednostkach artyleryjskich w wojskach Ulyssesa Granta, brał udział w pracach fortyfikacyjnych wokół Waszyngtonu i w Wirginii. Po zakończeniu działań wojennych otrzymał stanowisko inżyniera w kopalni węgla Blackmine w Pensylwanii, następnie został
przeniesiony do Departamentu Inżynieryjnego w Nowym Jorku.
W 1865 roku został namówiony przez posła Argentyny (był nim Domingo Faustino Sarmiento, późniejszy prezydent) do wyjazdu do tego kraju - w regionie od roku trwały walki pierwszej fazy wojny paragwajskiej. W październiku 1865 roku przybył do Buenos Aires i został wcielony do korpusu inżynieryjnego wojsk argentyńskich (później służył również pod dowództwem brazylijskim). Brał udział w opracowywaniu planów fortyfikacji, kierował pracami inżynieryjnymi.
Brał również udział w zwiadowczych lotach balonem. 24 czerwca 1867 roku wykonano próbny lot na uwięzi, a 8 lipca odbył się pierwszy lot obserwacyjny i na pokładzie balonu (zakupionego przez rząd Brazylii) znajdował się m.in. Chodasiewicz. Brał udział w kolejnych lotach, które odbyły się 12, 13, 20, 1 i 22 lipca. Za te loty został odznaczony Krzyżem Komandorskim Orderu Róży. Było to pionierskie wykorzystanie balonu dla celów wojskowych na terytorium Ameryki Południowej. Opis tych wzlotów zawarł w swej książce pt. "Albura de Guerra Paraguaya". 30 kwietnia 1870 roku otrzymał obywatelstwo argentyńskie. W czerwcu, po demobilizacji, został zatrudniony na stanowisku dyrektora kolei w Asunción, a także szefa topografów w prowincji Corrientes. W tym okresie opracował "Atlas historico de la guerra del Paraguay", za który otrzymał w 1882 roku pierwszą nagrodę na Wystawie Kontynentalnej. 
Mieszkał w Asunción (wojna zakończyła się zwycięstwem trójprzymierza - Brazylia, Argentyna, Urugwaj - w 1870 roku), prowincji Corrientes, a od 1887 roku w Buenos Aires. W 1887 roku został ponownie powołany do służby w argentyńskiej armii i otrzymał przydział do oddziału topograficznego sztabu generalnego. W 1890 roku znajdował się wśród założycieli Polskiego Stowarzyszenia Demokratycznego. W 1895 roku odszedł z czynnej służby (w stopniu pułkownika), wcześniej był m.in. wykładowcą w szkole wojskowej. 
Został pochowany na cmentarzu w Buenos Aires w kwaterze żołnierzy uczestniczących w wojnie z Paragwajem. W pogrzebie uczestniczył prezydent Republiki Argentyńskiej Bartolomé Mitre.

## Życie prywatne
W 1869 roku ożenił się z Concepción Liviers, z którą miał cztery córki i dwóch synów. 